# Haras national de Meknès
Le haras national de Meknès est un haras national marocain, plus grand haras de toute l'Afrique du Nord, patrimoine de la ville de Meknès. Spécialisé dans l'élevage et la préservation des races Barbe et Arabe-Barbe, il détient la seule jumenterie nationale Barbe des 5 haras nationaux marocains. Il organise chaque année de nombreux concours d'élevage et de modèle et allures. 

## Histoire
Avec sa création en 1912 (d'après l'un de ses directeurs et la Société royale d'encouragement du cheval,, sinon entre 1914 et 1920, voire en 1923) sous le protectorat français et dans l'objectif de fournir la cavalerie, Meknès est le plus ancien haras marocain. Il passe sous la responsabilité du ministère de l'agriculture marocain en 1947,, puis sous celle de la Société royale d'encouragement du cheval (SOREC) en 2011. Il est reconnu comme patrimoine historique de la ville de Meknès. Il a été équipé d'installations plus modernes au début du XXIe siècle, dans un objectif de préservation de son identité historique.
Depuis septembre 2006, ce haras est dirigé par M. Stail. Il le fut aussi par M. Mohammed Oussidhoum, devenu depuis directeur du Haras national d'El Jadida. En 2016, son directeur est le Dr Ameur Faiq.
Il était autrefois nommé « haras régional de Meknès ».

## Description
Le haras de Meknès se trouve à la sortie de la ville, à 3 km du centre de cette dernière. Il couvre presque 105hectares, dont 40 (ou 30) pour son seul hippodrome, ce qui en fait le plus grand haras de toute l'Afrique du Nord. Il se distingue par la haute muraille blanche datée de l'époque du Sultan Moulay Ismail (XVIIIe siècle) qui l'entoure,,. Ses allées sont fleuries. Il dispose de 13 écuries comptant au total 290 boxes, d'un centre national de transfert d’embryons, d'un centre de promotion de l’élevage équin, d'une sellerie, de paddocks et de carrières dont deux sont destinées à la réception d'événements équestres, et d'un club d'équitation, accessible aux visiteurs désireux de monter à cheval sur réservation.
Surnommé le « berceau des équidés au Maroc », il est aussi le seul haras national marocain à détenir une jumenterie nationale de la race Barbe. Proposant la monte publique et l'hébergement des juments des éleveurs des alentours, il gère 15 stations de monte qui lui sont rattachées, dans un rayon de 30 km. De tous les haras nationaux marocains, il est celui qui compte le plus de personnel, et héberge le plus grand nombre de chevaux. Il agréée également des étalons appartenant à des propriétaires privés.

### Concours d'équidés

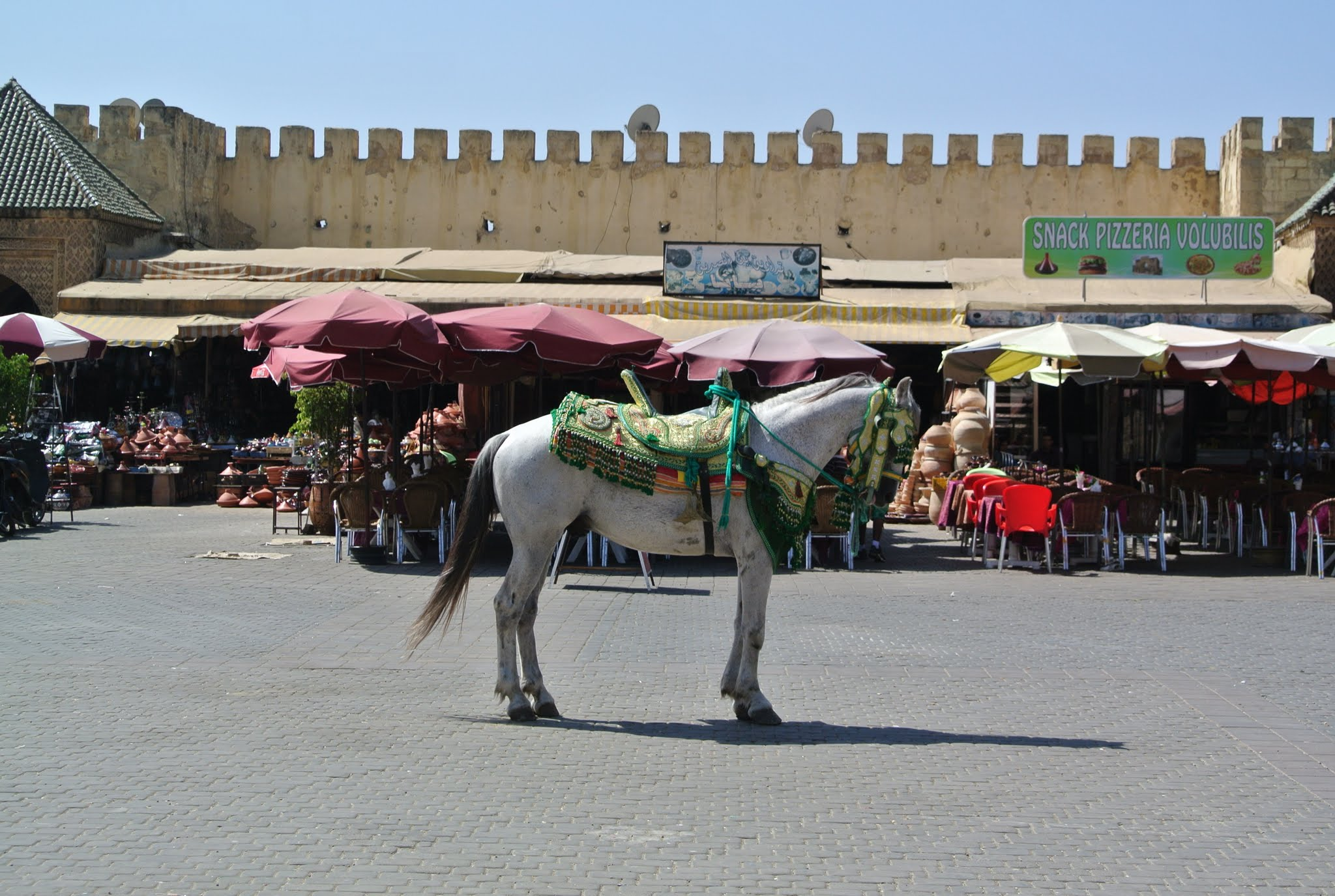
Cheval Barbe en harnachement traditionnel à Meknès.

Le haras de Meknès organise des concours régionaux et interrégionaux d'élevage et de tbourida, ainsi que des concours de modèle et allures qui voient défiler au total environ 1 700 chevaux. Il organise 17 concours chaque année. Les concours interrégionaux d’élevage des chevaux Arabes-barbe des régions Centre, Nord et de l'Oriental permettent de sélectionner les participants à la finale du concours qui se tient au Haras national d'El Jadida. Le concours d'élevage de 2013 a attiré 142 chevaux et leurs propriétaires. Le premier concours interrégional, organisé en 2015, a attiré 169 éleveurs. 134 éleveurs et plus de 100 chevaux ont participé à l'édition de septembre 2018.
Le concours régional de tbourida de la zone Nord de 2019 a attiré 37 sorbas (troupes) dont les meilleures sont sélectionnées pour participer à la finale de Rabat.

### Autres missions
Le haras national de Meknès défend aussi des projets dans l'endurance équestre et l'équithérapie.
Il revêt une mission de formation en matière d'alimentation, de soins et de bien-être des chevaux auprès du public, via des caravanes clôturées par l'organisation d'une journée portes ouvertes,.

## Chevaux stationnés
Le haras national de Meknès est dédié aux races Barbe et Arabe-Barbe, et détient aussi des Pur-sang arabes. 78 étalons reproducteurs y sont stationnés, pour un total d'environ 270 animaux. Ce haras couvre toute la région du Moyen Atlas. Il est le premier établissement voué à la préservation de la race Barbe. Il détient des chevaux destinés aux courses, à l'endurance, aux sauts d'obstacles, au tourisme équestre et au show.